# (4291) Kodaihasu
(4291) Kodaihasu es un asteroide perteneciente al cinturón de asteroides, descubierto el 2 de noviembre de 1989 por Masaru Arai y el astrónomo Hiroshi Mori desde el Yorii Observatory, Yorii Japón.

## Designación y nombre
Designado provisionalmente como 1989 VH. Fue nombrado Kodaihasu en homenaje a las "Kodaihasu", en japonés significa "loto antiguo", se refiere a unas semillas de loto que se han conservado a lo largo de 2500-3000 años, se encontraron en el año 1971 en Kemigawa, y tras plantarlas, germinaron.